# August Erlingmark
August Erlingmark, né le 22 avril 1998 à Göteborg en Suède, est un footballeur international suédois qui évolue au poste de milieu défensif à l'Atromitos FC.

## Biographie

### IFK Göteborg
Né à Göteborg en Suède, August Erlingmark est formé à l'IFK Göteborg. Il fait sa première apparition avec l'équipe première lors d'un match de Svenska Cupen le 26 février 2017, contre la modeste équipe de Arameisk-Syrianska IF, que l'IFK Göteborg bat sur le score large de 6-0. En championnat c'est deux mois plus tard, le 26 avril, qu'il fait ses débuts, lors d'un match nul 1-1 contre Hammarby IF. Le 30 juillet 2017, il inscrit son premier but face à l'IFK Norrköping ; servi par Tobias Hysén, il inscrit le dernier but de ce match qui se solde par la victoire des siens sur le score de 4 buts à 1. 
La saison de 2019 s'est bien deroulée pour Erlingmark qui a joué 27 matchs sur 30 dans le championnat Allsvenskan. Souvent décrit comme un joueur polyvalent, il a dû prouver son talent en tant que gardien lors du dernier match de la saison contre Östersunds FK après que Tom Amos, le gardien titulaire, ait dû quitter le terrain pour cause de blessure. IFK Göteborg gagnait le match 7-1 et Erlingmark a réussi à réaliser un clean sheet.

### Atromitos FC
Arrivant en fin de contrat avec l'IFK Göteborg au mois de décembre 2021, August Erlingmark décide de ne pas prolonger et il rejoint la Grèce en janvier 2022. Il s'engage alors librement avec l'Atromitos FC, club avec lequel il signe un contrat courant jusqu'en juin 2023,. 
Il joue son premier match sous ses nouvelles couleurs le 23 janvier 2022, lors d'une rencontre de championnat contre l'AEK Athènes. Il entre en jeu et son équipe s'incline par deux buts à zéro.

### En sélection
Auguste Erlingmark représente l'équipe de Suède des moins de 20 ans. Il fait sa première apparition avec cette sélection le 4 octobre 2017 face au Danemark. Il est titularisé ce jour-là et son équipe s'impose par trois buts à deux. Erlingmark joue un total de quatre matchs entre 2017 et 2018.
August Erlingmark honore sa première sélection avec l'équipe nationale de Suède le 12 janvier 2020 contre le Kosovo en match amical. Il est titularisé et la rencontre se solde par la victoire des Suédois (1-0).

## Vie personnelle
August Erlingmark est le fils de Magnus Erlingmark, ancien capitaine de l'IFK Göteborg et joueur de l'équipe de Suède.